# パネース
パネース（古希: Φάνης, Phanês、「顕現する者」の意）は、オルペウス教の創世神話に登場する原初の両性具有の神。パネス、ファネスとも表記される。
アイテールの中に時の神クロノスによって創られた卵から生まれた神。黄金の翼と種々の動物の頭を持ち、光り輝き、全ての物の創造者である。
「プロートゴノス（古希: Πρωτογονος, Prôtogonos、「最初に生まれた者」の意）」とも呼ばれる。その他、メーティス、エロース、「エリカパイオス（古希: Ηρικεπαιος, Êrikepaios、「力」の意）」とも呼ばれている。